# 穆克登布
穆克登布（穆麟德轉寫：Mukdembu，18世纪—1803年），钮祜禄氏，清朝满洲正红旗人，成都将军成德之子。
穆克登布在乾隆五十四年（1789年），入觐清高宗，从征金川，授蓝翎侍卫，擢升为直隶提标游击。嘉庆元年（1796年），参加镇压川楚白莲教起义，赏花翎，转战湖北、四川、陕西各地。嘉庆四年（1799年），攻克麻坝寨，擒获首领冉文俦，加总兵銜，补为副将。三月，在岳池歼灭冷天禄，为额勒登保军左翼长。赐号“济特库勒特依巴图鲁”。十月，在通江击败樊人杰，擢升为太原镇总兵，嘉庆五年（1800年）率兵入陕西，在手板崖、铜钱窑击败伍金柱，在茅坪击杀杨开甲，在阶州佛堂寺歼灭曾印。嘉庆六年（1801年）春，击败冉学胜、伍怀志，擢升为乾清门侍卫。同年夏天，在秦岭擒获伍怀志，封云骑尉世职。嘉庆七年（1802年），调任湖南永州镇总兵，升为甘肃提督。征讨川东、湖北，封骑都尉世职，升御前侍卫。嘉庆八年（1803年）春，从巴峪关深入，抓住白莲教首领宋应伏，在南江擒获姚馨佐。后来轻敌中埋伏，战死。晋二等男爵，谥刚烈。
子頤齡，孫女為道光帝皇后孝全成皇后。